# Ślipki
Ślipki (biał. Сліпкі; ros. Слипки) – wieś na Białorusi, w obwodzie mińskim, w rejonie wilejskim, w sielsowiecie Krzywe Sioło.

## Historia
W czasach zaborów wieś w gminie Rabuń, w powiecie wilejskim, w guberni wileńskiej Imperium Rosyjskiego. W 1865 roku liczyła 154 mieszkańców w 18 domach. Należała do dóbr Ostaszkowo, własność Ciechanowskich.
W latach 1921–1945 wieś leżała w Polsce, w województwie wileńskim, w powiecie wilejskim, w gminie Rzeczki, od 1 stycznia 1926 roku w gminie Kościeniewicze.
Według Powszechnego Spisu Ludności z 1921 roku zamieszkiwało tu 271 osób, 96 było wyznania rzymskokatolickiego a 175 prawosławnego. Jednocześnie 269 mieszkańców zadeklarowało polską a 2 białoruską przynależność narodową. Było tu 50 budynków mieszkalnych. W 1931 w 58 domach zamieszkiwało 271 osób.
Wierni należeli do parafii rzymskokatolickiej w Kościeniewiczach i prawosławnej w m. Rabuń. Miejscowość podlegała pod Sąd Grodzki w Krzywiczach i Okręgowy w Wilnie; właściwy urząd pocztowy mieścił się w Kościeniewiczach.
W wyniku napaści ZSRR na Polskę we wrześniu 1939 miejscowość znalazła się pod okupacją sowiecką. 2 listopada została włączona do Białoruskiej SRR. Od czerwca 1941 roku pod okupacją niemiecką. W 1944 miejscowość została ponownie zajęta przez wojska sowieckie i włączona do Białoruskiej SRR.
Od 1991 w składzie niepodległej Białorusi.